# Susana Lacasa
Susana Lacasa Catevilla (Huesca, 22 de octubre de 1858 - Jaca, 11 de enero de 1926) fue una poetisa española.

## Trayectoria
Lacasa nació en Huesca en 1858. Fue hija de Simona Catevilla Bergua y José Lacasa López, escritor y agente de negocios, ambos de Barluenga. Susana fue la mayor de cuatro hermanos: Nicolás, Petra y Justo. Su hermano Nicolás (1861-1928) fue farmacéutico, propietario y director de El Diario de Huesca y colaborador de La Campana de Huesca, y animó a Susana a publicar sus poemas en estos medios.
Lacasa se interesó por la poesía siendo adolescente. En 1872, comenzó su estudios en la Escuela de Magisterio de Huesca, donde conoció a Conchita Casas Soler con quien entabló una gran amistad. Ambas formaban parte del círculo de la alta sociedad de Huesca, donde conocieron al político e historiador Joaquín Costa, que tenía su segunda residencia en Huesca. Gracias a la relación entre Joaquín Costa y Conchita Casas se han encontrado poemas de Lacasa.
Publicó asiduamente en el diario de La Campana de Huesca, propiedad de su hermano y en el semanario La Montaña, de Jaca. Fue correctora poética de autores jóvenes de la época. Se casó con José González y se establecieron en Jaca, de donde era su marido. Tuvieron tres hijos.
Lacasa murió en Jaca, provincia de Huesca, el 11 de enero de 1926.